# لوري فوستر
لوري فوستر (بالإنجليزية: Lori Foster)‏ (14 نوفمبر 1958 في الولايات المتحدة)؛ روائية أمريكية.